# Stenopogon fuscolimbatus
Stenopogon fuscolimbatus là một loài ruồi trong họ Asilidae. Stenopogon fuscolimbatus được Bigot miêu tả năm 1878.